# Marcel Boigegrain
Marcel Boigegrain, né vers 1929, est un rameur d'aviron français.

## Carrière
Marcel Boigegrain, outilleur dans un bureau d'études, est membre de l'Union sportive métropolitaine des transports.
Il est médaillé d'or en quatre barré aux Championnats d'Europe d'aviron 1947 à Lucerne.
Il est demi-finaliste en quatre barré aux Jeux olympiques d'été de 1948 à Londres.